# Nicolae Istrate
Nicolae Istrate (* 24. Oktober 1982 in Câmpulung Moldovenesc) ist ein ehemaliger rumänischer Bobfahrer und Leichtathlet.
Istrate begann im Jahr 2000 mit dem Bobsport und wurde im selben Jahr in den Nationalkader aufgenommen. In der Weltcup-Saison 2004/05 kam er in der Zweierbob-Gesamtwertung auf den 32. Platz. 2006 nahm er an den Olympischen Winterspielen in Turin teil, wo er mit dem Zweierbob auf 24. Platz und mit dem Viererbob auf dem 22. Platz landete. Bei der Bob-Weltmeisterschaft 2007 in St. Moritz erreichte Istrate im Zweier den elften Platz. In Altenberg bei der Bob-Weltmeisterschaft 2008 landete er im Zweier- und im Viererbob auf dem 20. Rang.
Bei der Bob-Weltmeisterschaft 2009 in Lake Placid fuhr Istrate im Zweierbob auf den 18. Platz. Im nächsten Winter nahm er an seinen zweiten Olympischen Spielen teil. In Vancouver erreichte er im Zweierbob den elften Platz und mit dem Viererbob den 15. Platz. Bei der Bob-Weltmeisterschaft 2011 am Königssee schaffte Istrate zum ersten Mal den Sprung unter die besten Zehn der Welt, als er mit dem Zweierbob auf den achten Rang fuhr. Bei der Weltmeisterschaft im folgenden Jahr in Lake Placid war er Fünfzehnter. 2014 nahm er noch einmal, zum dritten Mal, an den Olympischen Spielen teil. In Sotschi fuhr Istrate mit seinem langjährigen Anschieber Florin Crăciun im Zweierbob auf den 17. Platz.
Neben dem Bobsport betrieb Nicolae Istrate Leichtathletik. Seine Bestleistung im Zehnkampf stellte er 2005 in Bukarest mit 6949 Punkten auf.